# 皮埃尔·博斯凯
皮埃尔·弗朗索瓦·约瑟夫·博斯凯（Pierre François Joseph Bosquet） (1810年11月8日朗德省蒙德马桑 – 1861年2月5日) 法国陆军将领。他曾在征服阿尔及利亚和克里米亚战争中服役，从克里米亚返回后他被授予法国元帅和参议员。

## 生平
1810年生蒙德马桑，1829年入巴黎综合理工学院。1831年入梅斯军事学校。1834年1月1日被晋升为炮兵少尉并赴阿尔及利亚作战。有一次，法军的一支小部队在那里处境非常危急，而指挥官惊惶失措，不知如何脱出战斗，这时年轻的博斯凯出面献策，结果敌人遭到了彻底失败。
在1841年1月14日的西迪斯科第战斗和7月17日的瓦迪米勒战斗中负伤。后稳步晋升，1836年为中尉，1839年为上尉，1842年为少校，1845年为中校，1848年为上校，后来在共和国政府时期升至准将。
1852年指挥他的旅对小卡贝里（阿尔及利亚海岸）实施进攻时负伤，由于他对路易·拿破仑·波拿巴的态度矜持，他一直未被提升为师长，但是，当战争爆发，开始派军队到土耳其去的时候，他被任命为第二师师长。1854年参加克里米亚战争，在阿尔马河战役（9月20日）中，率军翻越了在常人看来不可逾越的悬崖，出人意料的袭击了俄国人的左翼（靠海的一侧）。其行动之迅速和有力，连俄国人也给予很高的评价；因为博斯凯甚至使炮队通过被认为是无法通过的峡谷到达了台地。但是应该指出，在这次战斗中他的部队的人数大大超过敌军。
在巴拉克拉瓦战役时，他及时赶去解救英军右翼，使英国轻骑兵的残存部队能够在他的部队的掩护下撤退，而俄军不得不停止追击。
在因克尔曼战役（11月5日）中，他在清晨就表示愿意派５个步兵营和２个炮兵连去支援英军。当这个建议遭到拒绝时，他把法军３个旅作为预备队配置在英军右翼后面。上午11时，他将其中的两个旅调往火线，从而迫使俄军退却。如果没有他的支援，英军将彻底失败，因为英军全部投入了战斗，没有留下任何预备队，而俄军却还有１６个未动用的营。博斯凯作为必须对部署在陡峭的黑河河岸的联军进行掩护的一个军的指挥官，始终非常敏捷，机警和主动。受到英军司令官菲茨罗伊·詹姆斯·亨利·索姆塞特·拉格伦勋爵及议会的赞赏。1855年9月8日在强攻马拉霍夫岗战役中身负重伤。返回法国后，与9月22日获得大十字荣誉军团勋章，并被晋升为法国元帅。1858年7月中风，从此未能康复。卒于1861年2月5日。

## 荣誉
- 法国荣誉军团勋章
  - Knight (15 May 1838)
  - Officer (10 December 1849)
  - Commander (7 August 1851)
  - Grand Officer (21 October 1854)
  - Grand Cross (22 September 1855)
- Médaille militaire (1 November 1855)
- 骑士大十字巴恩勋章 (UK)
- 克里米亚奖章 (UK)